# Joseph Hamel
Pour les articles homonymes, voir Hamel.
Iosif Khristianovich Hamel plus connu sous le nom Joseph Christian Hamel, né le 30 janvier 1788 à Sarepta (Volgograd) et mort le 22 septembre 1862 à Londres, est un médecin, naturaliste et inventeur russe.

## Biographie
Connu dès 1807 pour l'invention d'une machine fonctionnant à l'électricité, il est élu à l'Académie de médecine de Russie en 1813. En 1815, il voyage en Angleterre avec le grand-duc Nicolas puis, en 1820, est chargé par le tsar d'établir des relevés météorologiques au Mont-Blanc. L'expédition se finit tragiquement avec la mort de trois guides dans le Mont Maudit dont les corps ne seront retrouvés qu'en 1861. Il s'agit du tout premier accident mortel du Mont-Blanc. 
Devenu conseiller d’État du gouverneur de Moscou en 1821, il entre à l'Académie impériale en 1828. 
On lui doit des travaux sur les machines à vapeur pour la navigation et des recherches sur les progrès des sciences et des arts en Angleterre. 
Paul Verne dans son ouvrage Quarantième ascension au Mont-Blanc relate l'accident du docteur Hamel en reprenant le récit qu'en fait Alexandre Dumas dans ses Impressions de voyage en Suisse.

## Publication
- 1821 : Histoire de deux ascensions sur le Mont-Blanc